# Kyle Seager
Kyle Duerr Seager (ur. 3 listopada 1987) – amerykański baseballista, który występował na pozycji trzeciobazowego. Brat Coreya Seagera.

## Przebieg kariery
Seager studiował na University of North Carolina w Chapel Hill, gdzie w latach 2007–2008 grał w drużynie uniwersyteckiej North Carolina Tar Heels. W  2009 roku został wybrany w trzeciej rundzie draftu przez Seattle Mariners i początkowo występował w klubach farmerskich tego zespołu, między innymi w Tacoma Rainiers, reprezentującym poziom Triple-A. W Major League Baseball zadebiutował 7 lipca 2011 w meczu przeciwko Los Angeles Angels of Anaheim.
5 czerwca 2013 w meczu przeciwko Chicago White Sox w drugiej połowie czternastej zmiany zdobył pierwszego w karierze grand slama, wyrównując stan meczu na 5–5; ostatecznie Mariners ulegli 5–7 po 16 inningach.
W lipcu 2014 po raz pierwszy otrzymał powołanie do Meczu Gwiazd, w miejsce kontuzjowanego Edwina Encarnacióna i po raz pierwszy otrzymał Złotą Rękawicę jako trzeciobazowy.

## Nagrody i wyróżnienia
| Nagroda/wyróżnienie | Lata | Źródło |
| All-Star            | 2014 | [ 6 ]  |
| Gold Glove Award    | 2014 | [ 7 ]  |